# Илиан (Сорокин)
Схиархимандри́т Илиа́н (в миру Ива́н Миха́йлович Соро́кин; 1883, деревня Мартюки, Ярославская губерния — 5 (18) января 1971, Афон, Греция) — архимандрит Константинопольской православной церкви; с 1958 по 1971 годы — настоятель Пантелеимонова монастыря на Афоне.

## Биография
Родился в 1883 году в деревне Мартюки Рыбинского уезда Ярославской губернии. Семья Сорокиных была благочестивой. Отца Ивана Михайловича звали Сорокин Михаил Гаврилович, мать — Анна Ильинична. После смерти матери, с 1902 года, его воспитывала мачеха Клавдия Евграфовна. Родными по матери были сёстры Надежда, Мария, Екатерина, а по отцу — сёстры Анна, Александра и брат Михаил (умер в 20 лет от саркомы вследствие ушиба от падения с дерева). Семья жила дружно, на праздники собирались все, кто смог прийти и приехать.
Иван Михайлович с детства имел желание вести иноческий образ жизни. Бывшая жительница деревни Мартюки Антонина Алексеевна Шувалова, знавшая семью Сорокиных, рассказывала: «Иван уходил из дома в 11 лет в монастырь, с товарищем из д. Дюдьково. Вернули его по этапу, то есть с полицией. Отец обещал дать ему „волю“ по совершеннолетию».
В 1902 году отправился в Киево-Печерскую лавру, в том же году принят послушником в Глинскую пустынь, а в 1905 году поступил в братию Пантелеимонова монастыря на Афоне.
В 1908 году был пострижен в монашество с наречением имени Илиан, в честь одного из 40 мучеников севастийских.
Судя по фотографиям, выполненным в разные годы в Петербурге, виделся с отцом, будучи послушником, и
после принятия монашества. Приезжал он и домой, в Мартюки, навестил мать и сестёр.
С 1911 по 1932 году нёс послушение в благодетельской канцелярии монастыря, а в 1932 году послан в Сербию для сбора пожертвований. В Сербии был рукоположен во иеромонаха. После возвращения на Афон проходил различные послушания, в том числе был братским духовником, библиотекарем и ризничным. С 1949 году состоял членом соборного старчества, а в 1958 году, после кончины игумена Иустина, избран и утверждён настоятелем (игуменом) Пантелеимонова монастыря.
9 (22) ноября 1970 года в день празднования иконы Божией Матери «Скоропослушница» архимандрит Илиан в последний раз совершил Литургию в Покровском храме обители, а через несколько дней из-за инсульта был частично парализован, но ежедневно причащался. 17 января 1971 года в присутствии всей братии архимандритом Авелем (Македоновым) над умирающим был прочитан канон на исход души, а 5 (18) января 1971 года во время всенощного бдения под праздник Богоявления наступила кончина.
К девятому дню после кончины на Афон прибыла делегация из Москвы во главе с митрополитом Ленинградским и Новгородским Никодимом (Ротовым), который совершил на могиле усопшего великую панихиду и прочитал особую разрешительную молитву, составленную Константинопольским патриархом Нифонтом (XV век).